# Natalena Koroleva
Natalena Koroleva (3. března 1888, Luck, Ukrajina – 1. července 1966, Mělník) byla ukrajinská spisovatelka, překladatelka, lexikografka, archeoložka, baletka; sestra Mezinárodního červeného kříže, cestovatel-dobrodruh a polyglot.

## Život
Narodila se 3. března 1888 v Lucku na Ukrajině (podle jiných zdrojů v San Pedro de Cardena, severní Španělsko). Studovala v Kyjevě, Petrohradě, Varšavě (architekturu, dějiny umění, tanec). Během první světové války emigrovala do Prahy. Zde sestavila malý česko-ukrajinský slovník, který vyšel pod redakčním vedením profesora S. Smal-Stockého. Údajně ovládala až 16 jazyků.
V Praze poznala Vasyla Koroleva-Stareho, za kterého se provdala. Pod jeho vlivem začala psát ukrajinsky. Spolu se usídlili v Mělníku.
Natalena Koroleva zemřela 1. července 1966 v Mělníku, kde je také pohřbena.

## Dílo
- Seznam děl v Souborném katalogu ČR, jejichž autorem nebo tématem je Natalena Koroleva

Sbírky historických novel:
- Vo dni ony (V oněch dnech, 1935)
- Inakšyj svit (Jiný svět, 1936)

Povídky
- 1313 (1935)
- Son tini (Sen stínu, 1966)
- Lehendy starokyjivski (Legendy starokyjevské, 1942-1943)